# 碼頭花園

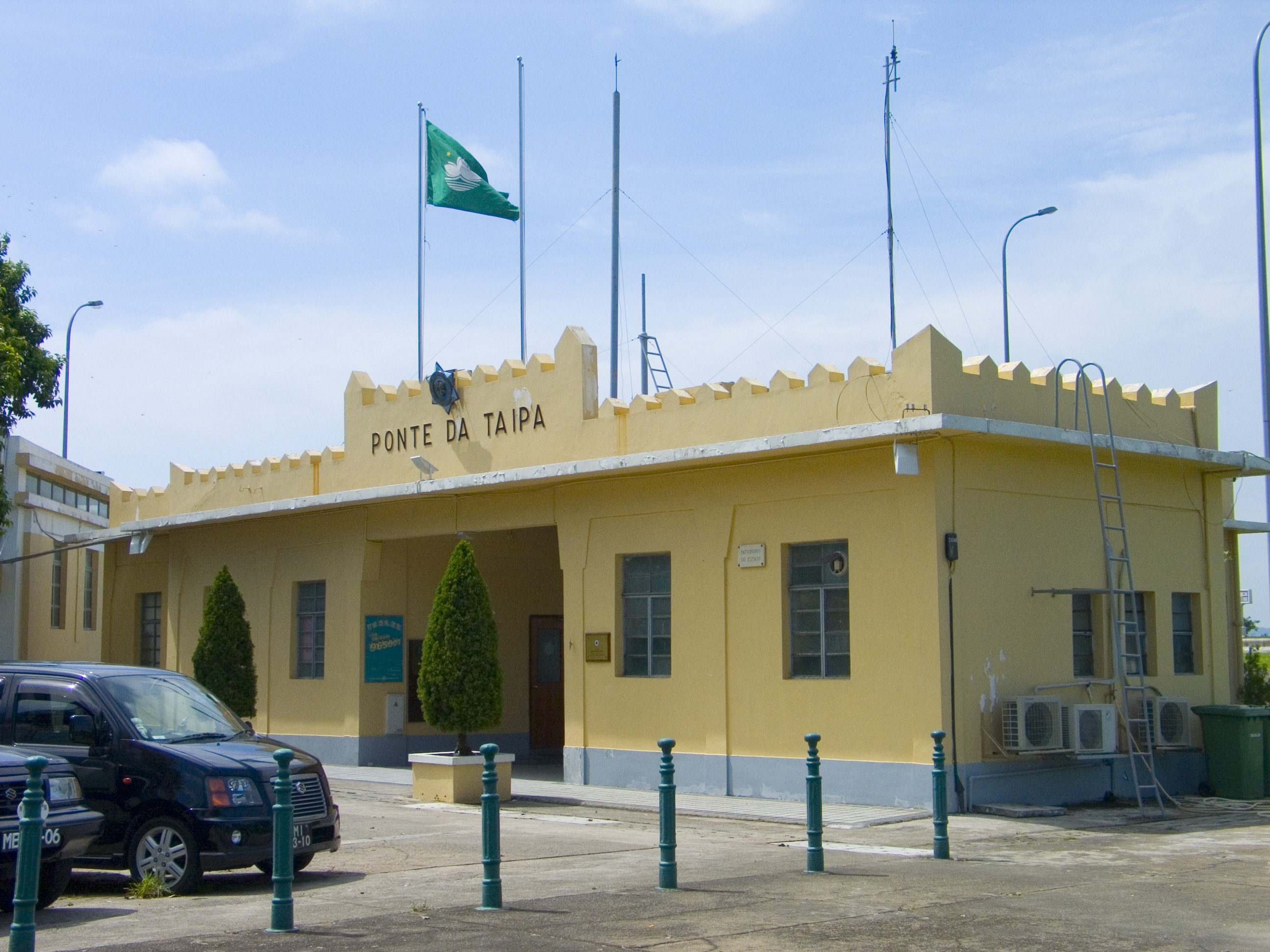
相鄰的氹仔海關分局

氹仔碼頭花園（葡文：Jardim do Cais），是位於澳門氹仔島的公園。氹仔碼頭花園建於1955年，原是往來氹仔島至澳門半島唯一的碼頭。自澳氹大橋建成後，因來往澳門半島與氹仔島之間的船運日漸式微，便改建成現今的花園，其名稱亦由此得來。花園具有葡萄牙式建築的風格。

## 沿革
有關花園落成的年份，則有兩種說法：一說出自施達時和白加路《離島綠化區的發展》一書，書中提到該園落成的年份為1847年，因花園內的炮台始建於該年份；另一說是建於1955年，此說獲得較多人接受和認同。昔日碼頭花園，為往來氹仔與澳門半島唯一的客船停泊碼頭。自第一條澳氹大橋落成後，船運日漸式微，碼頭亦隨之改建成花園，碼頭的兩幢黃色建築變成海島海關的巡邏站，碼頭前的提岸變成寬闊的東亞運大馬路。
花園的設計及建築均以綠色、白色為主，極具葡國小城韻味。花園右側有一平頂建築已撥作童軍總會總部，其門前有一門可360度轉動的大炮，後方還設置小炮，炮台旁建有印度建築特色的哨崗，上尖下寬，門窗呈尖拱狀，並敷砌葡國傳統特色的青花瓷磚。炮台是在1846年為防衛十字門水道附近的海盜而由海軍少校羅利老路監督興建，是氹仔島禦敵的第一道防線。之後氹仔島上的澳葡駐軍一直駐守於此。在澳門總督亞馬喇上任後，該處曾改建為總督別墅，作避暑之用。炮台原址也曾於1975年改作海島市警署，至1998年警署才遷出，1999年作為澳門童軍總會會址。沿後方的石階拾級而上，可看到高處有一座圓形建築物，就是昔日軍隊的火藥庫。石階後方，有一條小徑，可通往紀念碑花園。
2021年10月25日，澳門文化局根據第11/2013號法律《文化遺產保護法》於2020年底對全澳第三批共12項不動產啟動評定程序，根據澳門特別行政區行政會已完成討論《第三批不動產的評定》行政法規草案，並已透過第37/2021號行政法規公佈新增12項被評定的不動產，包括位於花園內的原氹仔碼頭舊址。

## 地理位置
氹仔碼頭花園面積約1,500平方公尺，位於氹仔隧道口旁，毗鄰澳門童軍總部及氹仔海關分局。

## 設施

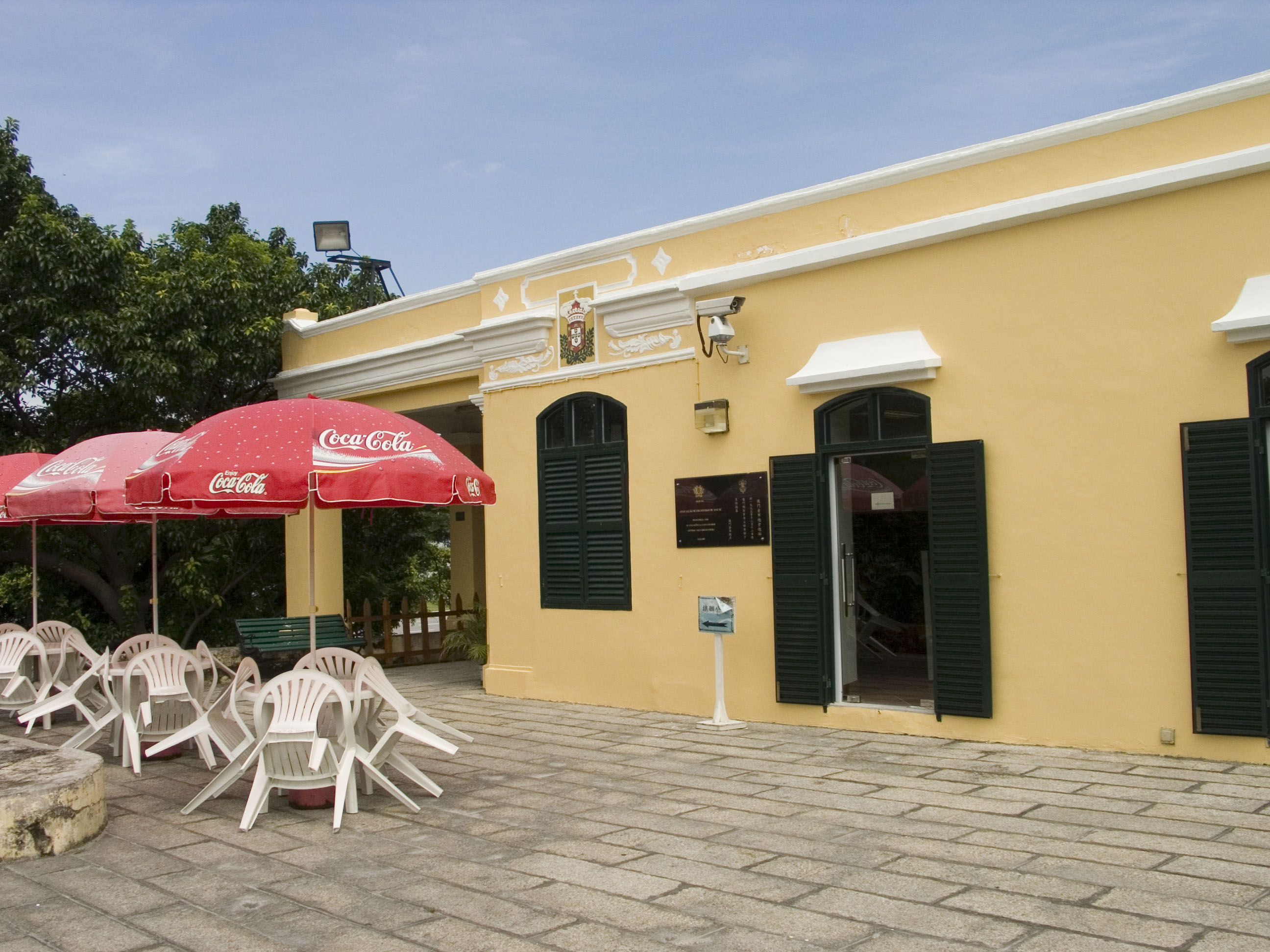
澳門童軍總部

### 澳門童軍總會
仰望澳門童軍總部，其上有數支大炮，它們是葡萄牙殖民地時代用於防衛入侵者，是氹仔禦敵的第一防線。

### 紀念碑花園
1991年建立，穿過澳門童軍總部可到達另一個紀念碑公園，公園依山而建，其內有一個紀念葡萄牙戰船「第二瑪麗亞」號爆炸事件中罹難人士之紀念碑。

### 堤岸
西灣大橋第三條澳氹大橋--，透過大橋可遠眺對岸小橫琴島。

## 外部連結
- 碼頭花園 - 澳門自然網 （页面存档备份，存于）
- 被評定的不動產 (文物建築)MT010-原氹仔碼頭舊址 （页面存档备份，存于）